# 昆頓 (阿拉巴馬州)
昆頓（英語：Quinton）是位於美國阿拉巴馬州沃克縣的一個非建制地區。該地的面積和人口皆未知。

## 地理
昆頓的座標為33°40′19″N 87°04′00″W / 33.67194°N 87.06667°W，而該地的平均海拔高度為133米（即436英尺）。